# رابرت اس. بیکر
رابرت اس. بِیکر (انگلیسی: Robert S. Baker؛ ۱۷ اکتبر ۱۹۱۶ – ۳۰ سپتامبر ۲۰۰۹) تهیه‌کننده تلویزیونی، کارگردان و فیلم‌بردار اهل بریتانیا بود. وی بین سال‌های ۱۹۴۸ تا ۲۰۰۸ میلادی فعالیت می‌کرد.
از فیلم‌ها یا مجموعه‌های تلویزیونی که وی در آن‌ها نقش داشته‌است، می‌توان به اختلاس‌گر، جک قاتل، محاصره خیابان سیدنی و ترغیب‌گران! اشاره نمود.